# Libanotis spodotrichoma
Libanotis spodotrichoma är en flockblommig växtart som beskrevs av Kun Tsun Fu. Libanotis spodotrichoma ingår i släktet Libanotis och familjen flockblommiga växter. Inga underarter finns listade i Catalogue of Life.